# Список губернаторов регионов Камеруна
В списке представлены текущие губернаторы (фр. gouverneurs) регионов Камеруна.
| Регион (1)                                                                             | Губернатор                    | В должности       |
| -------------------------------------------------------------------------------------- | ----------------------------- | ----------------- |
| Адамава                                                                                | Enow Abrams Egbe              | с 14 декабря 2007 |
| Центральный                                                                            | Roger Moïse Eyene Nlom        | с 15 февраля 2010 |
| Восточный                                                                              | Adolphe Lele Lafrique         | с 4 декабря 2007  |
| Крайнесеверный                                                                         | Joseph Beti Assomo            | с февраля 2010    |
| Прибрежный                                                                             | Fai Yengo Françis             | с 11 ноября 2007  |
| Северный                                                                               | Gambo Haman                   | с февраля 2010    |
| Северо-Западный                                                                        | Abakar Ahmat                  | с октября 2007    |
| Западный                                                                               | Dieudonné Samuel Ivaha Diboua | с февраля 2010    |
| Южный                                                                                  | Jules Marcelin Ndjaga         | с февраля 2010    |
| Юго-Западный                                                                           | Koumpa Issa                   | с февраля 2010    |
| (1)До 2008 года регионы (фр. régions) Камеруна назывались провинциями (фр. provinces). |                               |                   |